# エチオン
エチオン(Ethion)は、リン酸エステルの殺虫剤である。アセチルコリンエステラーゼと呼ばれる神経酵素に作用し、その働きを阻害することが知られている。

## 性質
エチオンは強い臭気を持ち、白色から琥珀色の液体でアセトン、メタノール、エタノール、キシレンでは、水溶性である。

## 使用
有機リン系殺虫剤、殺ダニ剤として使われ、ケラなどの害虫、果実、作物、綿、イネの昆虫およびダニの予防に使われている。

## レビュー
エチオンは、Industrial Bio-Test Laboratoriesのデータに基づき使用が承認された多くの物質のうちの1つである。1982年、国際連合食糧農業機関と世界保健機関は、その再分析を勧告した。